# هيلو باندا

بسكويت هيلو باندا

هيلو باندا (بالإنجليزية: Hello Panda)‏ هو نوع من البسكويت الياباني، المُصنعة من قِبل شركة ميجي سيكا. ويتكون كل بسكويت من فراغ مجوّف في الداخل، يُملاً هذا الفراغ إما بالفانيلا أو الشوكولاتة أو الفراولة، يرمز البسكويت إلى شخصية بملامح كرتونيّة ترمز إلى دب الباندا.
اُنتج لأول مرة في اليابان خلال صيف عام 1979. يُطبع على البسكويت صوراً مُختلفة لدب الباندا وهو يقوم بأنشطة مُختلفة مثل المبارزة والرماية. كان في البداية يُصنع هيلو باندا في اليابان من قِبل شركة ميجي سيكا، ولكن بدأ الإنتاج في وقت لاحق في سنغافورة والفلبين واندونيسيا.